# Ephraïm Grenadou
Ephraïm Herman Moïse Grenadou, né le 25 septembre 1897 à Saint-Loup et mort le 25 octobre 1993 à Nogent-le-Phaye, est un paysan français, objet d'un livre à succès d'Alain Prévost en 1966.

## Biographie
Fils d'un ouvrier agricole, puis petit exploitant agricole, Ephraïm Grenadou qui à 10 ans garde les oies et couche dans l'écurie, quitte l'école à 11 ans et devient charretier à 14 ans, puis développe ses propres cultures, après que son beau-père lui a cédé sa ferme en 1922 et qu'il a repris celle de son père en 1928. En 1959, il rencontre Alain Prévost qui vient d'acheter dans le village de Saint-Loup une résidence secondaire. Partageant tous deux la passion de la chasse, les deux hommes sympathisent. De leur amitié va naître Grenadou, paysan français, Prévost enregistrant au magnétophone leurs conversations. D'un manuscrit de 1 200 pages, l'écrivain tirera un livre de 250 pages. 
L'ouvrage raconte à travers la vie d'Ephraïm Grenadou toute l'évolution d'une région et d'une société, d'un village de 420 habitants dans la jeunesse d'Ephraïm, à celui de 250 lors des entretiens, d'une école de 50 élèves à celle de 18, etc. Et les guerres qui ont bouleversé les vies, les techniques de production qui ont changé.
Alain Prévost et Ephraïm Grenadou reçoivent le Prix Eugène Le Roy en 1966 des mains d'Edgar Faure alors ministre de l'Agriculture.
En septembre 1970, à l'occasion de ses noces d'or, il fait l'objet d'un reportage télévisé diffusé sur la Première chaîne de l'ORTF à 20h 30 dans le cadre de l'émission Les Provinciales de Jean-Claude Bringuier et Hubert Knapp.
Marié le 27 octobre 1919 avec Alice Moulard, Ephraïm Grenadou est le père de trois filles : Aurore (1925), Eliane (épouse d'André Richer) et Janine, et le grand-père de sept petits-enfants.